# Krzysztof Wołkowicz
Krzysztof Wołkowicz (ur. 12 września 1994 w Katowicach) – polski piłkarz występujący na pozycji lewego pomocnika w Polonii Bytom.